# Majoor Frans (film)
Majoor Frans is een Nederlandse stomme film uit 1916. De film is gebaseerd op het boek Majoor Frans van Anna L.G. Bosboom-Toussaint.

## Verhaal
De film draait rond Francis Mordaunt, een meisje van adel dat zich weinig vrouwelijk gedraagt en spottend Majoor Frans wordt genoemd. Francis (Frans) houdt van polo, schermen en paardrijden. Ze slaat zich door alle misvattingen om haar persoon heen, maar loopt wel een huwelijk mis door haar onduidelijke houding. Uiteindelijk vindt ze haar grote liefde in Leopold.

## Cast
| Acteur              | Personage        |
| ------------------- | ---------------- |
| Annie Bos           | Francis Mordaunt |
| Fred Vogeding       | Leopold          |
| Lily Bouwmeester    | Jonge Francis    |
| Willem van der Veer | Rudolf           |

## Trivia
- Opnamen waren in Heemstede en Santpoort
- De verloren gewaande film dook op in 1994 bij een film verzamelaar uit Friesland, het gaat hier echter wel om een kopie van de film.
- Majoor Frans was de eerste stomme film in Nederland. Er zijn nu nog twintig minuten van bewaard gebleven.[1]